# Penya Barcelonista Barcilona
La Penya Barcelonista Barcilona, conegut com a Penya Barcelonista Barcilona Deco Parquet per motius comercials, fou un club de futbol femení català. Es fundà el 1981 pels germans Pubill, Vicenta, Francina i Jaume, arran d'una escissió del Futbol Club Barcelona, llavors anomenat Penya Femenina Barcelonista. Fou un dels primers equips dominadors del futbol femení català durant la dècada del 1980, guanyant quatre Lligues catalanes de forma consecutiva (1982-86) i tres Copes Generalitat (1983, 1984, 1988). En l'àmbit estatal, aconseguí el subcampionat del llavors Campionat d'Espanya (1985) i guanyà la primera edició de la Lliga espanyola (1988-89).